# Oonops mahnerti
Oonops mahnerti är en spindelart som beskrevs av Brignoli 1974. Oonops mahnerti ingår i släktet Oonops och familjen dansspindlar.
Artens utbredningsområde är Grekland. Inga underarter finns listade i Catalogue of Life.